# Juan Fernández de Laredo

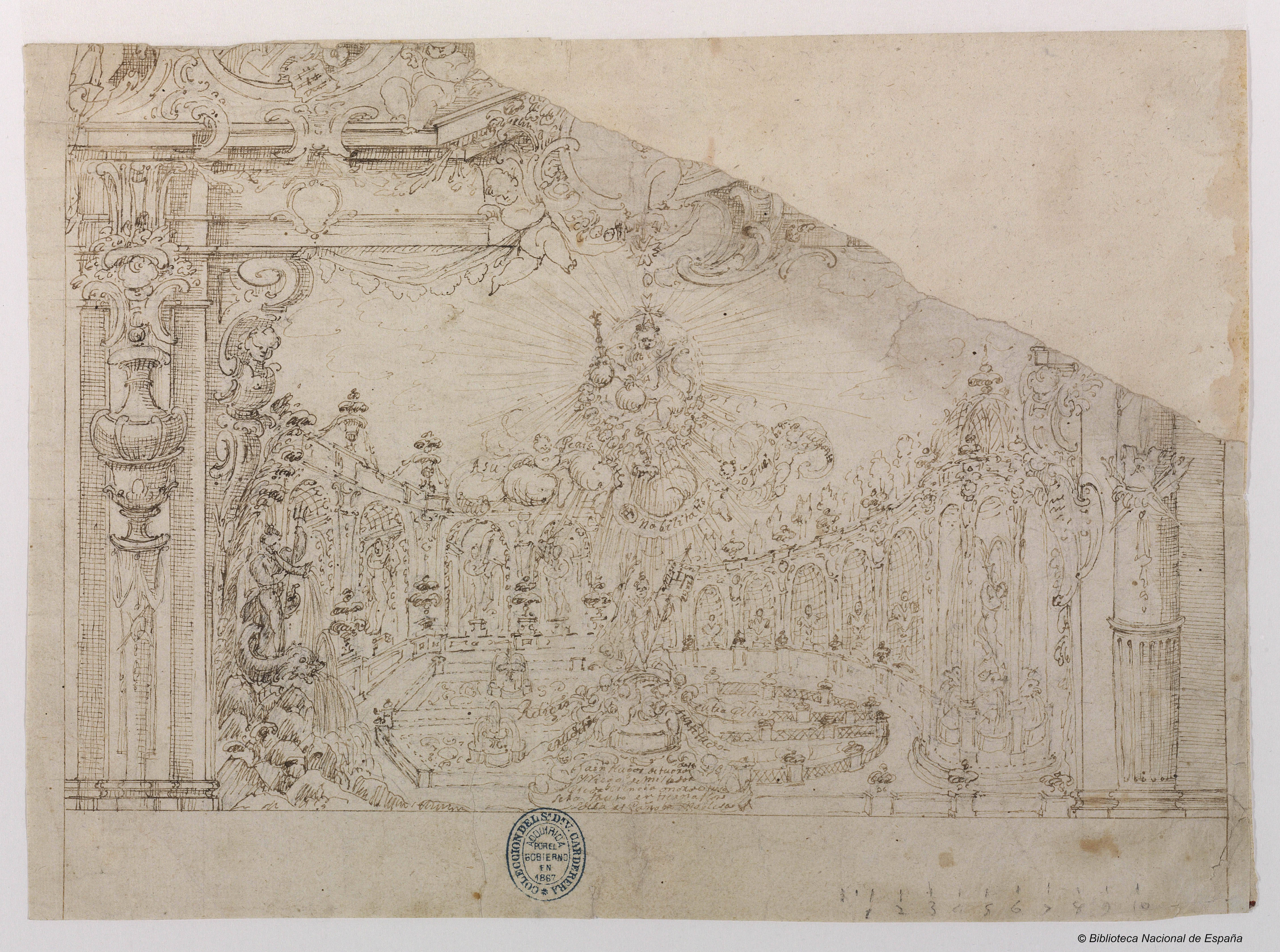
Decoración teatral, dibujo a pluma y tinta marrón sobre papel, Madrid, Biblioteca Nacional de España.

Juan Fernández de Laredo (c. 1628-1690) fue un pintor barroco español, discípulo o colaborador de Francisco Rizi y pintor del rey, especializado en la pintura al temple de los decorados y tramoyas del Real Coliseo del Buen Retiro.

## Biografía
Hijo de Luis Fernández de Laredo, sobrestante mayor de las obras del Real Sitio de Aranjuez, y de Francisca Ruiz de Laredo, ambos vecinos del Real Sitio, Juan Fernández de Laredo habría nacido en Madrid según Antonio Palomino, quien lo describía como hombre jovial y de vivo ingenio. En 1642, contando catorce años, fue colocado por su padre como aprendiz de pintor, por espacio de siete años, con Juan de Haro, un mal conocido pintor madrileño que tenía su taller en la calle Mayor. Dos años después, sin embargo, Juan de Haro decidió entrar en religión y acordó con el padre del pintor que prosiguiese sus estudios en el taller de Francisco Morales.
En 1653 fue padrino de bautismo de José de Arellano, hijo de Juan de Arellano con quien debió de tener estrecha amistad pues en 1663 fue testigo del matrimonio de su hija, Juana de Arellano, con Bartolomé Pérez. De su dedicación a los decorados teatrales hay noticia en las fiestas de Carnaval de 1680, en las que con motivo del matrimonio entre Carlos II y María Luisa de Orleans se estrenó en el Coliseo del Buen Retiro la comedia de Pedro Calderón de la Barca Hado y divisa de Leonido y de Marfisa. A Fernández de Laredo correspondió la dirección de los decorados, consistentes en «la pintura de la mutación de la plaza de Palacio, arco y frontis de palacio, y la de peñascos, gruta y marina, y las pirámide y el globo y 14 bastidores de bosque, y retocar los demás, pintar el monte, el bastidor del fuego, los dos foros y cortina de gruta y otras cosas como cartones y adornos de las tramoyas», tareas por las que cobró junto con su equipo 22.000 reales.
A la muerte de Francisco Rizi (1685), de quien Palomino asegura había sido discípulo, le sustituyó en la dirección del teatro del Buen Retiro y en enero de 1687 fue nombrado pintor de cámara honorario del rey Carlos II. Murió, según Palomino, en 1692, a la edad de sesenta años, al golpearse accidentalmente en la cabeza mientras trabajaba en su casa en cosas de su oficio. Sin embargo, su testamento, dado a conocer por Mercedes Agulló, dictado por el pintor «estando enfermo en la cama», está fechado el 29 de septiembre de 1690. Ya en agosto de 1692, su viuda, María Forero, con la que el pintor se había casado en segundas nupcias, contrajo nuevo matrimonio con un alguacil de la casa y corte de su majestad, llevando como dote 17.340 reales de los que le había hecho merced su majestad «en atención a los servicios del dicho Juan Fernández de Laredo, su marido».

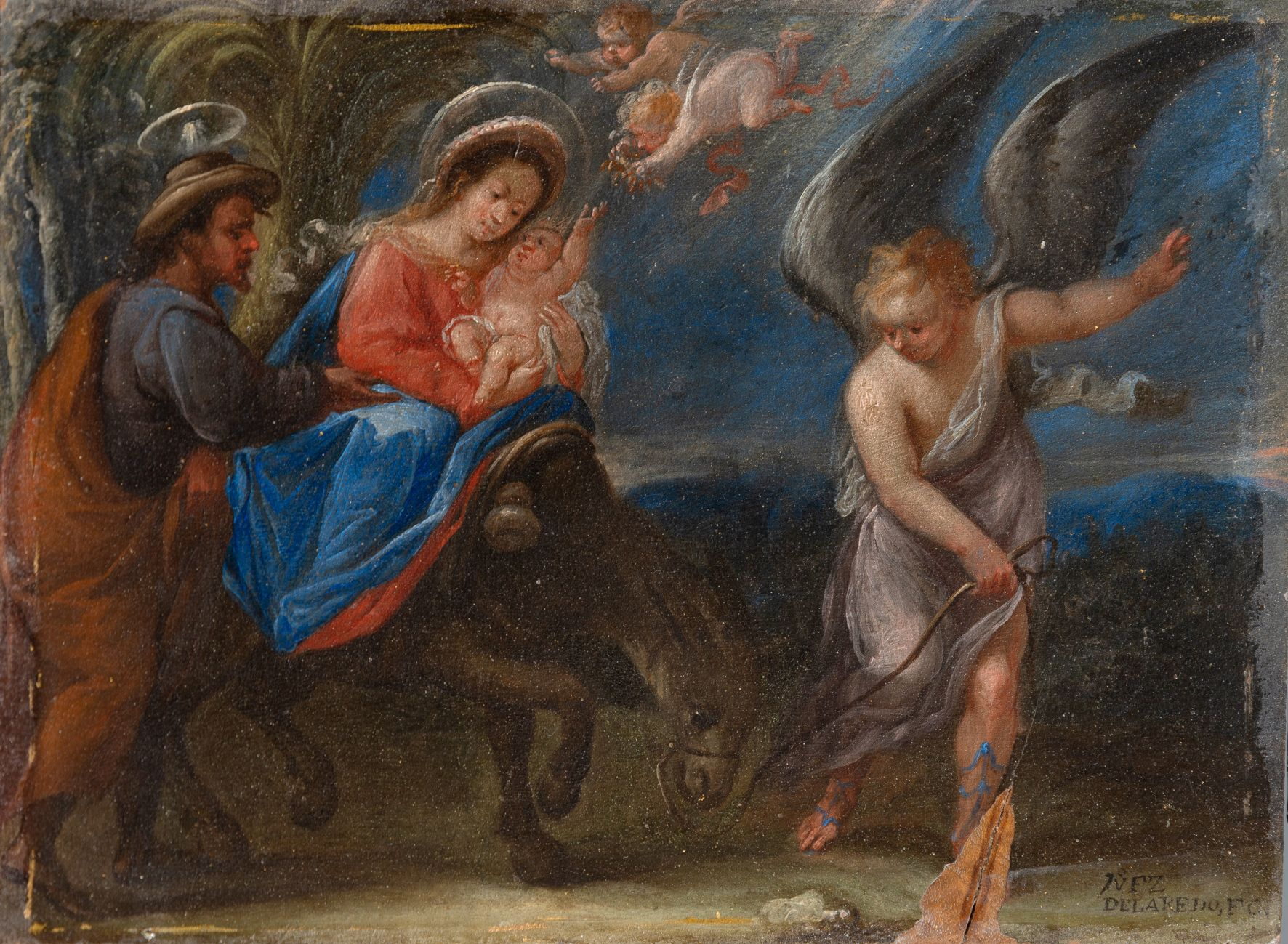
Huida a Egipto, óleo sobre tabla, 19,5 x 26,5 cm, colección particular. Firmado «JVo Fz de Laredo, Fc».

Aunque su dedicación principal parece haber sido la pintura al temple de decorados teatrales y monumentos de Semana Santa, de los que por su propia naturaleza nada se conserva, se conoce una pequeña tela con San Jerónimo y el ángel del Juicio conservada en colección particular de Pamplona, pintada al óleo con técnica ligera y casi abocetada, firmada «JNº FZ DE LAREDO F. 1669», y en julio de 2024 salió a subasta en Madrid una Huida a Egipto pintada sobre tabla, óleo también de pequeñas dimensiones (19,5 x 26,5 cm) y estilo abocetado firmado «JVo Fz de Laredo, Fc».